# Henning Linden
Henning Linden est un officier d'infanterie de l'US Army.

## Biographie
Henning Linden est né Carl Henning Linden à Mound au Minnesota le 3 septembre 1892, Ses parents sont des immigrés suédois. Il entre dans le corps de formation des officiers de réserve à l'université du Minnesota et devient capitaine des cadets, il est diplômé en 1917 avec un diplôme en génie civil. Il rejoint l'armée des États-Unis comme sous-lieutenant d'infanterie, affecté au 40e régiment d'infanterie.
Il commande une compagnie dans le 33e régiment d'infanterie au Panama pendant la Première Guerre mondiale. Dans les années 1920, il est professeur adjoint de sciences militaires pour le programme Corps de formation des officiers de réserve à l'université du Maryland. Dans les années 1930, il est adjoint à la garnison de Fort Leavenworth au Kansas. En 1936, il est diplômé du Commandement et du Collège d'état-major général et a été réaffecté à Fort McClellan, en Alabama, il commande le 3e bataillon du 22e régiment d'infanterie.
Dans les années 1940, il est professeur adjoint de sciences militaires pour le programme à l'université de Boston.
Au début de la Seconde Guerre mondiale, il était commandant du 53e régiment d'infanterie dans les îles Aléoutiennes quand les États-Unis reprennent du Japon.
En 1943, il est promu brigadier général et devient commandant de division adjoint de la 42e division d'infanterie (Rainbow).
Son régiment arrive à Marseille, son régiment monte vers l'Alsace. En janvier 1945, son régiment traverse la ligne Siegfried, traverse le Rhin et capture les villes de Wurtzbourg, Schweinfurt, Fürth et Donauwörth.
Le 26 avril 1945, le prisonnier Karl Riemer a fui le camp de concentration de Dachau pour obtenir de l'aide des troupes américaines et, le 28 avril, Victor Maurer, un représentant de la Croix-Rouge internationale, a négocié un accord pour se rendre au camp des troupes américaines. Le 29 avril 1945, le général Linden mène un détachement de la 45e division d'infanterie pour libérer le camp de concentration de Dachau. Les journalistes, dont Marguerite Higgins, ont voyagé avec le détachement de Linden. Le 222e régiment d'infanterie entre dans le camp le 29 avril et 30 000 prisonniers sont libérés le même jour,. Le même jour des actes de représailles sont perpétrés par des anciens prisonniers et des soldats américains, appelés le massacre de Dachau. Cinquante membres du personnel SS affectés à la garde du camp trouvèrent la mort,.